# Taqi al-Din
Ne pas confondre avec le théologien et juriste musulman Taqī al-Dīn ibn Taymiyya (1263-1328)
Taqi al-Din Mohammed ibn Ma'ruf al-Shami al-Asadi (arabe : تقي الدين محمد بن معروف الشامي السعدي , turc : Takiyuddin) est un scientifique  turc, né à Damas en 1526 et mort à Constantinople en 1585. Il fut l'auteur de plusieurs textes d'astronomie, d'astrologie, de mécanique optique et écrivit sur les horloges mécaniques.

## Biographie
Taqi al-Din est né à Damas en 1526, puis a suivi ses études au Caire en Égypte. Ses premières œuvres furent des livres de théologie.
En 1571, il s'installa à Constantinople et devint l'astronome officiel du sultan ottoman Sélim II. Après la mort de Sélim II, Taqi al-Din arriva à persuader le nouveau sultan Mourad III de l'intérêt de la construction d'un nouvel observatoire astronomique à Constantinople. L'observatoire fut construit en 1577, dans le but de concurrencer les observatoires des autres pays européens, spécialement l'observatoire danois dirigé par Tycho Brahe. Taqi al-Din observa une comète, C/1577 V1, et pensa qu'elle présageait une future victoire de l'armée ottomane. Cette prévision s'avéra fausse, ce qui mit le sultan Murad en colère. L'observatoire fut donc détruit en 1580.
Il mena d'autres recherches. Un de ses livres, Kitâb al-Turuq al-saniyya fi al-alat al-ruhaniyya (Livre des méthodes accomplies au sujet des machines de l’esprit) s'inscrit dans la tradition mécanique arabe. Il y décrit le fonctionnement d'un moteur à vapeur rudimentaire.
Il reprit ensuite la science de l'ingénium (ilm al-hiyal), en faisant 63 dessins décrivant le mode de fonctionnement des horloges. Il est considéré comme l'un des grands inventeurs de pompes à eau de la civilisation ottomane et islamique.

## Sources
- Antoine Gautier, « L'âge d'or de l'astronomie ottomane », dans L'Astronomie, décembre 2005, vol. 119.
- Stratégie ottomane et polaire.